# Pirosi
La pirosi (dal greco πύρωσις, «bruciore», derivato di πῦρ, «fuoco»), definita anche bruciore retrosternale, è un sintomo dolorifico urente localizzato posteriormente allo sterno, che può indicare una disfunzione dell'apparato digerente, in particolare dello stomaco.

## Clinica
I pazienti affetti da questo disturbo riferiscono varie sensazioni quali un senso diffuso di bruciore allo stomaco che si propaga all'esofago e alla faringe e un gusto acre, accompagnati da scialorrea ed eventuale reflusso liquido.

## Eziologia
La pirosi può insorgere spontaneamente o in seguito all'ingestione di alimenti irritanti o di farmaci particolari.
Se la pirosi è secondaria a malattie come l'esofagite da reflusso in genere compare quotidianamente e qualsiasi fattore in grado di facilitare il reflusso, come per esempio chinarsi in avanti, determina la comparsa del disturbo. Ostacoli allo svuotamento gastrico e il decubito notturno possono aumentare la pirosi.
Spesso invece il bruciore rappresenta il sintomo di una lieve maldigestione, tale da non richiedere nessun tipo di accertamento, indispensabile negli altri casi nei quali l'origine scatenante è una patologia.

## Trattamento
L'assunzione di farmaci ad azione antiacida allevia il fastidio determinato dalla pirosi; fra questi, gli inibitori della pompa protonica, in particolare il pantoprazolo, che bloccano la produzione di acido cloridrico nello stomaco, portando un sollievo prolungato dal bruciore.